# کرم شب‌تاب (فیلم ۱۹۴۷)
کرم شب‌تاب (به هندی: Jugnu) و (به انگلیسی: Firefly) فیلمی هندی محصول سال ۱۹۴۷ و به کارگردانی شاکوت حسن ریزوی است. در این فیلم بازیگرانی همچون دیلیپ کومار، نور جهان، آقا و شاشیکالا ایفای نقش کرده‌اند.